# Леонов Геннадій Артемович
Геннадій Артемович Лео́нов (нар. 28 серпня 1912, Барнаул — пом. 14 серпня 1973, Львів) — український радянський живописець і педагог; член Спілки радянських художників України з 1946 року.

## Біографія
Народився 28 серпня 1912 року в місті Барнаулі (нині Алтайський край, Росія). 1933 року закінчив Краснодарський художній технікум; у 1940 році — Київський художній інститут, де навчався у Павлв Волокидіна, Федора Кричевського. Брав участь у німецько-радянській війні. Нагороджений орденом Червоної Зірки (2 лютого 1944), двома медалями «За відвагу» 921 жовтня 1943; 28 липня 1944).
Упродовж 1946—1947 років працював у Львові директором художньо-промислового училища, одночасно у 1946—1952 роках був одним із організаторів і першим директором Львівського інституту прикладного та декоративного мистецтва; у 1947—1954 роках завідував кафедрою рисунка, доцент з 1958 року. Член ВКП(б) з 1948 року. Протягом 1959—1964 перебував на творчій роботі. У 1964—1966 роках — доцент кафедри рисунка Нижньотагільського педагогічного інституту; з 1967 року — доцент Львівського сільськогосподарського інституту. Жив у Львові в будинку на вулиці Ломоносова, № 7, квартира № 7. Помер у Львові 14 серпня 1973 року.

## Творчість
Працював у галузі станкового живопису. У реалістичному стилі створював міські та сільські пейзажі, етюди, побутові замальовки. Серед робіт:
- «Перехід 11-ї армії через астраханські піски» (1940);
- «Колгоспний ліс» (1956);
- «Зимовий ранок» (1956);
- «Перший день жнив» (1956);
- «Узлісся» (1957);
- «Околиця Львова» (1957);
- «Березень» (1963).

Брав участь у республіканських виставках з 1949 року. Персональна виставка відбулася у Львові у 1956 році.
У 1956 році подарував понад 40 картин цілинникам, які освоювали землі Казахстану.